# Ваља Лунга (Алба)
Ваља Лунга (рум. Valea Lungă) насеље је у Румунији у округу Алба у општини Ваља Лунга. Oпштина се налази на надморској висини од 278 m.

## Становништво
Према подацима из 2011. године у насељу је живело 1858 становника.